# FDGB-Pokal 1979/80
Die 29. Auflage des FDGB-Fußballpokal-Wettbewerbes fand in der Saison 1979/80 statt.
An dem Wettbewerb nahmen 89 Mannschaften teil, die sich aus den beiden höchsten Fußballklassen und den Bezirkspokalsiegern 1979 rekrutierten. Es wurden einfache K.-o.-Runden gespielt, die ggf. durch Verlängerung oder Elfmeterschießen entschieden wurden. Der Wettbewerb begann mit einer Qualifikationsrunde für sechs Mannschaften aus der zweitklassigen DDR-Liga, deren Sieger an der 1. Hauptrunde mit 58 DDR-Ligisten, den Oberligaabsteigern der Saison 1978/79 und den Bezirkspokalsiegern teilnahmen.
Die Mannschaften der DDR-Oberliga griffen nach einer Zwischenrunde in der 2. Hauptrunde in den Pokalkampf ein. Bezirkspokalsieger waren hier bereits nicht mehr vertreten, mit dem 1. FC Union Berlin, der BSG Chemie Leipzig und Wismut Aue schieden bereits drei Oberligisten aus. Von den fünf DDR-Ligisten, die das Achtelfinale erreichten, kam nur Hansa Rostock nach einem 3:1-Sieg im DDR-Liga-Duell bei Vorwärts Dessau unter die letzten Acht. Dort schieden die Rostocker durch eine 1:2-Heimniederlage gegen den FC Carl Zeiss Jena aus.
Nachdem Pokalverteidiger 1. FC Magdeburg bereits im Achtelfinale ausgeschieden war, verabschiedete sich der letztjährige Pokalfinalist BFC Dynamo nach einer 1:2-Niederlage beim 1. FC Lokomotive Leipzig im Viertelfinale aus dem laufenden Wettbewerb. Das Halbfinale verlief dramatisch, beide Begegnungen mussten in die Verlängerung. Während der FC Rot-Weiß Erfurt den 1. FC Lokomotive Leipzig nach 120 Minuten mit 4:2 besiegte, benötigte der FC Carl Zeiss Jena nach einem 1:1 in der Verlängerung gegen Dynamo Dresden ein Elfmeterschießen, das er schließlich mit 3:2 gewann.

## Ausscheidungsrunde
Die Spiele fanden am 12. August 1979 statt.
|                           | Ergebnis |                             |
| ------------------------- | -------- | --------------------------- |
| BSG Motor Stralsund       | 2:0      | BSG Rotation Berlin         |
| BSG Motor Eberswalde      | 1:0      | ASG Vorwärts Neubrandenburg |
| BSG Motor Süd Brandenburg | 2:5      | BSG Motor Babelsberg        |

## I. Hauptrunde
Die Spiele fanden am 19. August 1979 statt.
|                                   | Ergebnis              |                                 |
| --------------------------------- | --------------------- | ------------------------------- |
| BSG Bergmann Borsig Berlin II *   | 0:8                   | BSG Motor Babelsberg            |
| BSG Energie Cottbus II *          | 0:1                   | FSV Lokomotive Dresden          |
| ASG Vorwärts Kamenz *             | 3:0                   | BSG Motor FH Karl-Marx-Stadt    |
| BSG Landbau Bad Langensalza *     | 2:5 n. V.             | ASG Vorwärts Plauen             |
| ASG Vorwärts Strausberg *         | 5:0                   | BSG Motor Stralsund             |
| BSG WiWeNa Naumburg *             | 1:2                   | BSG Motor Nordhausen            |
| BSG Motor Neustadt/Orla *         | 4:2 n. V.             | BSG Chemie IW Ilmenau           |
| BSG Fortschritt Meerane *         | 1:3                   | BSG Fortschritt Weida           |
| TSG MAB Schkeuditz *              | 1:3                   | BSG Chemie Zeitz                |
| BSG Traktor Klötze *              | 1:0                   | BSG Lokomotive Stendal          |
| BSG Lokomotive Malchin *          | 0:9                   | BSG Post Neubrandenburg         |
| BSG Motor Hennigsdorf *           | 4:0                   | ISG Schwerin Süd                |
| ASG Vorwärts Stralsund II *       | 1:2                   | TSG Wismar                      |
| BSG Aufbau Sternberg *            | 1:0                   | BSG Schiffahrt/Hafen Rostock    |
| BSG Lokomotive Meiningen *        | 2:6                   | BSG Motor Rudisleben            |
| BSG Motor Wolgast                 | 0:3                   | FC Hansa Rostock                |
| BSG Chemie Premnitz               | 1:3                   | BSG Stahl Hennigsdorf           |
| SG Dynamo Schwerin                | 3:0                   | BSG Bergmann Borsig Berlin      |
| BSG NARVA Berlin                  | 1:0                   | TSG Neustrelitz                 |
| BSG Fortschritt Weißenfels        | 6:4                   | BSG Motor Suhl                  |
| BSG Akt. Brieske-Senftenberg      | 3:0                   | BSG Stahl Eisenhüttenstadt      |
| BSG Aktivist Schwarze Pumpe       | 3:0                   | BSG Halbleiterwerk Frankfurt/O. |
| BSG Wismut Gera                   | 2:0                   | SG Dynamo Eisleben              |
| BSG Aktivist Kali Werra Tiefenort | 0:1                   | BSG Stahl Blankenburg           |
| BSG KKW Greifswald                | 4:4 n. V. (4:3 i. E.) | BSG Motor Eberswalde            |
| BSG Stahl Nordwest Leipzig        | 1:2                   | BSG Stahl Brandenburg           |
| TSG Gröditz                       | 1:2                   | ASG Vorwärts Dessau             |
| BSG Motor ROBUR Zittau            | 0:1                   | BSG Fortschritt Bischofswerda   |
| TSG Lübbenau                      | 1:7                   | BSG Chemie Böhlen               |
| BSG Motor Hermsdorf               | 1:2                   | BSG Motor Werdau                |
| BSG Robotron Sömmerda             | 0:4                   | BSG Chemie Buna Schkopau        |
| BSG Chemie Schwarza               | 4:5                   | BSG Aktivist Espenhain          |
| BSG Chemie PCK Schwedt            | 1:2                   | ASG Vorwärts Stralsund          |
| BSG Einheit Wernigerode           | 1:4                   | BSG Motor Weimar                |
| BSG Chemie Wolfen                 | 2:4                   | BSG Energie Cottbus             |
| BSG Chemie Veritas Wittenberge    | 3:4                   | TSG Bau Rostock                 |

## Zwischenrunde
Die Spiele fanden am 16. September 1979 statt.
|                            | Ergebnis  |                                  |
| -------------------------- | --------- | -------------------------------- |
| BSG Motor Neustadt/Orla *  | 1:2       | BSG Motor Rudisleben             |
| BSG Traktor Klötze *       | 1:3       | SG Dynamo Schwerin               |
| ASG Vorwärts Kamenz *      | 4:1       | BSG Wismut Gera                  |
| BSG Aufbau Sternberg *     | 1:3       | FC Hansa Rostock                 |
| ASG Vorwärts Strausberg *  | 1:2       | BSG Aktivist Brieske-Senftenberg |
| BSG Post Neubrandenburg    | 3:2       | BSG Motor Hennigsdorf *          |
| BSG Fortschritt Weißenfels | 2:1       | BSG Chemie Zeitz                 |
| BSG NARVA Berlin           | 1:8       | TSG Bau Rostock                  |
| BSG Motor Babelsberg       | 3:0       | BSG Aktivist Schwarze Pumpe      |
| BSG Stahl Hennigsdorf      | 2:4       | TSG Wismar                       |
| BSG Chemie Buna Schkopau   | 3:1       | BSG Fortschritt Weida            |
| BSG Motor Werdau           | 4:0       | BSG Fortschritt Bischofswerda    |
| ASG Vorwärts Stralsund     | 5:1       | BSG KKW Greifswald               |
| BSG Energie Cottbus        | 1:0       | BSG Stahl Brandenburg            |
| BSG Motor Weimar           | 2:1 n. V. | ASG Vorwärts Plauen              |
| BSG Stahl Blankenburg      | 3:0       | BSG Aktivist Espenhain           |
| ASG Vorwärts Dessau        | 1:0       | BSG Motor Nordhausen             |
| FSV Lokomotive Dresden     | 1:2 n. V. | BSG Chemie Böhlen                |

## II. Hauptrunde
Die Spiele fanden am 20. Oktober 1979 statt.
|                                  | Ergebnis  |                            |
| -------------------------------- | --------- | -------------------------- |
| ASG Vorwärts Kamenz *            | 1:2       | Berliner FC Dynamo         |
| BSG Motor Weimar                 | 0:4       | 1. FC Magdeburg            |
| SG Dynamo Schwerin               | 3:2       | 1. FC Union Berlin         |
| BSG Motor Werdau                 | 0:4       | SG Dynamo Dresden          |
| TSG Wismar                       | 0:1 n. V. | FC Vorwärts Frankfurt/Oder |
| BSG Chemie Buna Schkopau         | 0:1       | FC Karl-Marx-Stadt         |
| BSG Fortschritt Weißenfels       | 2:6       | FC Rot-Weiß Erfurt         |
| BSG Stahl Blankenburg            | 2:3       | FC Carl Zeiss Jena         |
| ASG Vorwärts Stralsund           | 5:0       | BSG Chemie Leipzig         |
| SG Motor Babelsberg              | 0:3       | BSG Stahl Riesa            |
| BSG Chemie Böhlen                | 5:4 n. V. | BSG Wismut Aue             |
| BSG Motor Rudisleben             | 0:1       | Hallescher FC Chemie       |
| BSG Aktivist Brieske-Senftenberg | 1:3       | BSG Sachsenring Zwickau    |
| BSG Post Neubrandenburg          | 2:5 n. V. | 1. FC Lokomotive Leipzig   |
| FC Hansa Rostock                 | 4:1       | BSG Energie Cottbus        |
| TSG Bau Rostock                  | 1:3       | ASG Vorwärts Dessau        |

## Achtelfinale
Die Spiele fanden am 10. November 1979 statt.
|                          | Ergebnis  |                            |
| ------------------------ | --------- | -------------------------- |
| SG Dynamo Dresden        | 4:0       | Hallescher FC Chemie       |
| ASG Vorwärts Dessau      | 1:3       | FC Hansa Rostock           |
| 1. FC Lokomotive Leipzig | 4:0       | SG Dynamo Schwerin         |
| BSG Stahl Riesa          | 4:3 n. V. | 1. FC Magdeburg            |
| BSG Chemie Böhlen        | 0:2       | Berliner FC Dynamo         |
| FC Rot-Weiß Erfurt       | 3:1       | FC Karl-Marx-Stadt         |
| FC Carl Zeiss Jena       | 3:1       | BSG Sachsenring Zwickau    |
| ASG Vorwärts Stralsund   | 1:2       | FC Vorwärts Frankfurt/Oder |

## Viertelfinale
Die Spiele fanden am 22. Dezember 1979 statt.
|                            | Ergebnis |                    |
| -------------------------- | -------- | ------------------ |
| FC Hansa Rostock           | 1:2      | FC Carl Zeiss Jena |
| FC Rot-Weiß Erfurt         | 2:0      | BSG Stahl Riesa    |
| 1. FC Lokomotive Leipzig   | 2:1      | Berliner FC Dynamo |
| FC Vorwärts Frankfurt/Oder | 0:1      | SG Dynamo Dresden  |

## Halbfinale
Die Spiele fanden am 27. Februar 1980 statt.
|                    | Ergebnis              |                          |
| ------------------ | --------------------- | ------------------------ |
| FC Carl Zeiss Jena | 1:1 n. V. (3:2 i. E.) | SG Dynamo Dresden        |
| FC Rot-Weiß Erfurt | 4:2 n. V.             | 1. FC Lokomotive Leipzig |

## Finale

### Statistik
| Paarung            | FC Carl Zeiss Jena – FC Rot-Weiß Erfurt |
| Ergebnis           | 3:1 n. V. (1:1, 0:1) |
| Datum              | 17. Mai 1980 |
| Stadion            | Stadion der Weltjugend, Ost-Berlin |
| Zuschauer          | 45.000 |
| Schiedsrichter     | Siegfried Kirschen (Frankfurt/O.) |
| Tore               | 0:1 Romstedt (40.) 1:1 Raab (81.) 2:1 Kurbjuweit (94.) 3:1 Sengewald (97.) |
| FC Carl Zeiss Jena | Hans-Ulrich Grapenthin – Rüdiger Schnuphase – Wolfgang Schilling, Konrad Weise – Gerhard Hoppe, Andreas Krause, Lothar Kurbjuweit, Lutz Lindemann – Martin Trocha (60. Thomas Töpfer), Jürgen Raab, Eberhard Vogel (72. Dietmar Sengewald) Cheftrainer: Hans Meyer |
| FC Rot-Weiß Erfurt | Wolfgang Benkert – Hans-Joachim Teich – Uwe Becker, Dieter Göpel, Harald Brosselt – Martin Iffarth, Harald Fritz, Klaus Schröder (97. Jörg Hornik), Manfred Vogel (96. Josef Vlay) – Jürgen Heun, Armin Romstedt Cheftrainer: Manfred Pfeifer                      |

### Spielverlauf

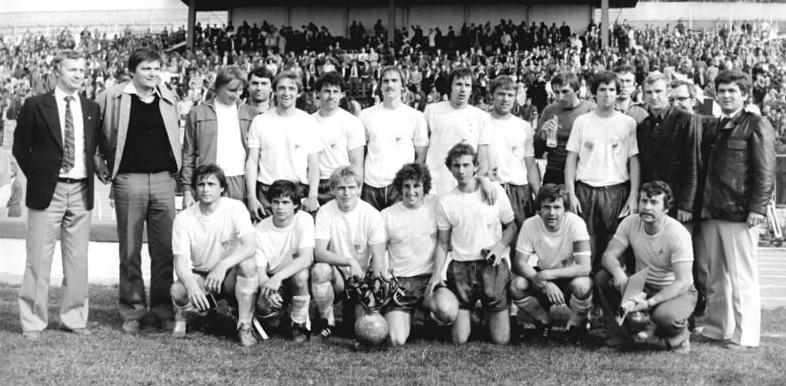
Pokalsieger FC Carl Zeiss Jena

Für das 29. Endspiel um den FDGB-Pokal war die Favoritenstellung klar vorgegeben, der Meisterschafts-Dritte FC Carl Zeiss Jena traf auf den FC Rot-Weiß Erfurt, der in der abgelaufenen Meisterschaft knapp dem Abstieg entronnen auf Rang 12. gelandet war. Zudem standen in der Jenaer Mannschaft sechs aktuelle Nationalspieler sowie Eberhard Vogel mit der Erfahrung von 74 Länderspielen. Die Rot-Weißen hatten dem nur entgegenzusetzen, frei vom Abstiegsstress der letzten Wochen und als Außenseiter spielen zu können. Diese Rolle nahmen die Erfurter zunächst erfolgversprechend an. Sie steckten zwei Großchancen von Schnuphase und Vogel in den ersten Minuten ungerührt weg und starteten ihrerseits mit Heun, Romstedt und Fritz schnelle Vorstöße in die Jenaer Hälfte. Zudem konnten sie auf den sicheren Torwart Benkert verlassen, der zwischen der 31. und 34. Minute weitere Jenaer Gelegenheiten vereitelte. In dieser Phase hatte es den Anschein, als würden die Zeiss-Städter die Oberhand gewinnen. Doch ein überraschender Konter belohnte das couragierte Auftreten der Blumenstädter. In der 40. Minute spurtete der Erfurter Fritz blitzschnell in eine Kombination zwischen den Jenaern Lindemann und Vogel, umspielte zwei Jenaer Verteidiger und schoss in Richtung gegnerisches Tor. Grapenthin konnte zwar noch abwehren, doch im Nachschuss brachte Linksaußen Romstedt den Ball über die Linie.
Nach der Pause erhöhten beide Mannschaften das Spieltempo, und mit Manfred Vogel und Heun hatte Erfurt gleich nach dem Wiederbeginn zwei gute Chancen, auf 2:0 zu erhöhen. Eine gute halbe Stunde war der FC Carl Zeiss durch die mehrfachen Konter der Erfurter in Gefahr, das Spiel zu verlieren, dann aber mussten die Erfurter Spitzen ihren langen Wegen Tribut zollen. Als Hans Meyer in der 60. und 70. Minute mit Töpfer und Sengewald zwei neue Spieler brachte, kippte das Spiel zugunsten der Jenaer. Aus der Abwehr heraus verstärke Jena mit Kurbjuweit und Schnuphase den Druck, und der eingewechselte Töpfer war von der Erfurter Abwehr kaum noch zu halten. Folgerichtig fiel in 81. Minute der Ausgleich, als Schilling ein Kopfballduell gegen Romstedt gewann, Töpfer von links vor das Tor flanken konnte und Mittelstürmer Raab den Ball mit einem scharfen Schuss unter die Torlatte setzte.
Mit dem psychologisch wichtigen Ausgleichstreffer mussten beide Mannschaften in die Verlängerung. Erfurt war nervlich und kräftemäßig angeschlagen und geriet bereits nach vier Minuten durch einen Freistoß-Abpraller Kurbjuweits in Rückstand. Als nach weiteren drei Minuten Erfurts Torwart Benkert einen Schuss von Sengewald nicht parieren konnte, war das Spiel zugunsten des Jenaer Favoriten entschieden.
So kommentierten die beiden Trainer das Spiel:
 „Ich glaube, es war ein sehenswertes Finale. Es wurde fair, nicht verbissen und vor allem voll offensiv geführt. Das beweisen wohl die vielen Torchancen auf beiden Seiten.“ (Hans Meyer, Jena)

„Als wir unsere Riesenchancen zum 2:0 nicht nutzten, machte es Jena besser. Am Ende hatte der Favorit mehr zuzusetzen.“ (Manfred Pfeifer, Erfurt)